# Is-A (映画)
『is A.』（イズ エー）は、2004年公開の日本映画。2004年モントリオール国際映画祭正式出品作品。

## ストーリー
渋谷で爆破事件を起こした14歳の少年「ホーリーナイト」は、少年法の規定によりわずか4年で出所してくる。そんなホーリーナイトの前に、ある確信を持った刑事が現れる。
（「DVD NAVIGATOR」データベースより）

## キャスト
- 三村栄二：津田寛治
- 海津勇也：小栗旬
- 三村道世：戸田菜穂
- うさぎ：水川あさみ
- 波畑克次：姜暢雄
- 田嶋良：榊英雄
- 海津春美：栗田梨子
- 永井：山田辰夫
- 潮崎雅哉：斎藤歩
- 海津君枝：伊藤かずえ
- 花村護：菅田俊
- 海津直輝：内藤剛志

## スタッフ
- 監督：藤原健一
- 製作：北側雅司、及川次雄、林瑞峰
- 企画協力：中島仁
- プロデューサー：西健二郎、寺西正巳
- ラインプロデューサー：中林千賀子
- キャスティングプロデューサー：斎藤芳子
- 脚本：藤原健一、江面貴亮
- 撮影：鍋島淳裕
- 照明：安部力
- 美術：福田宣
- 音楽：遠藤浩二
- 主題歌：BENNIE K「HIDE」
- 録音：武市英生
- 編集：高橋幸一
- 助監督：川野浩司
- 製作担当：小松功
- 制作：フィルムワークスムービーキング
- 配給：GPミュージアムソフト